# Station Volgelsheim
Station Volgelsheim is een spoorwegstation in de Franse gemeente Volgelsheim. Het station bevindt zich in de nabijheid van het versterkte stadje Neuf-Brisach, maar wordt nu enkel voor toerisme gebruikt.

## Geschiedenis

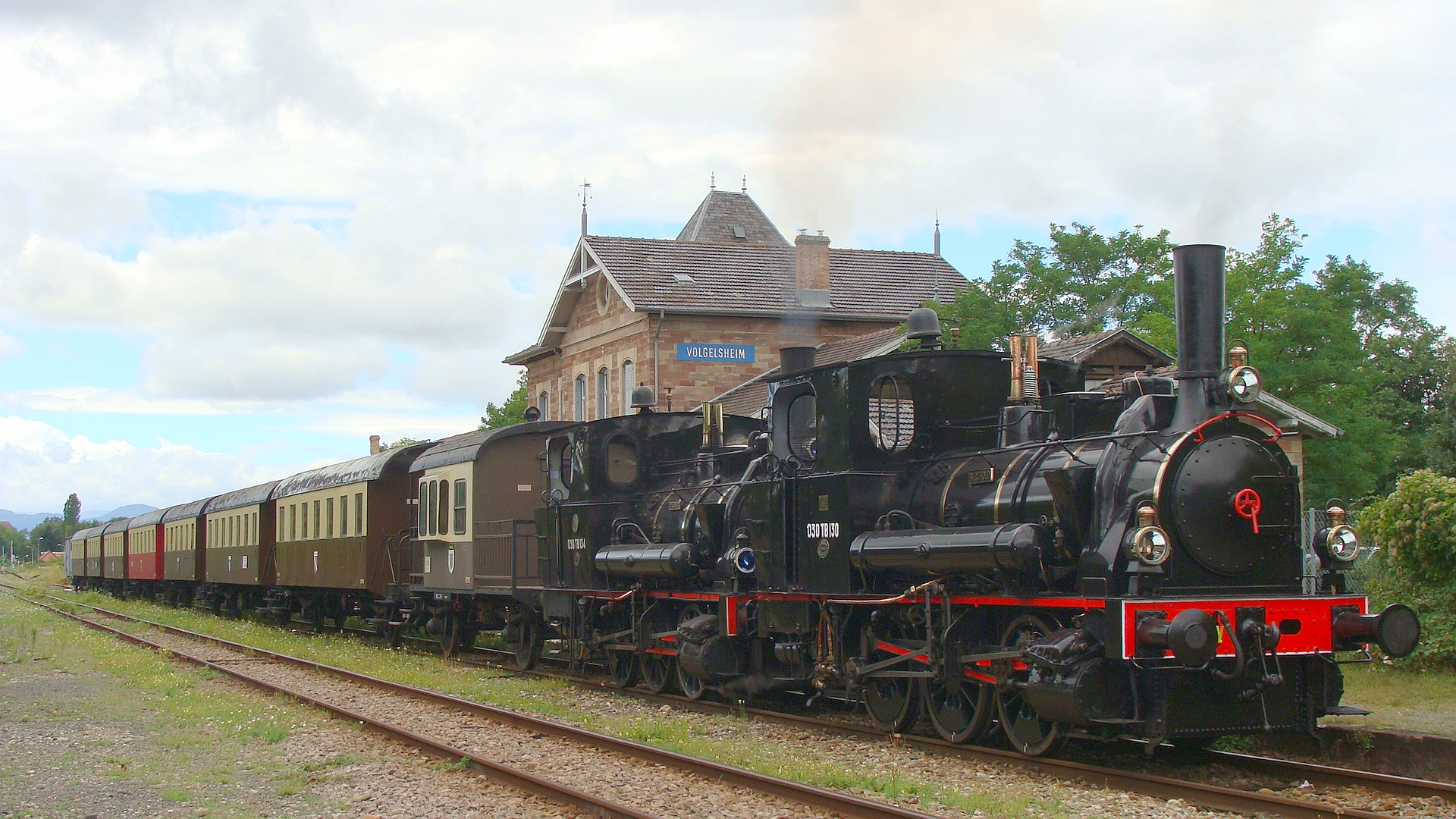
Toeristische stoomtrein in Volgelsheim

Het station werd gebouwd in 1880, toen de Elzas in Duitse handen was. Het station diende voor de ontsluiting van het stadje Neuf-Brisach en heet Neubreisach-Feldbahnhof. Toen de Elzas na de Eerste Wereldoorlog weer Frans werd, werd dit het omgedoopt tot het Station Neuf-Brisach Gare (Neuf-Brisach Gare), een kilometer van het Station Neuf-Brisach Ville.
Het station werd door grensoverschrijdende treinverbindingen gebruikt tot de vernieling van de Rijnbrug in 1944. In 1969 werd het station gesloten voor personenvervoer, en in 1987 sloot de SNCF het station ook voor goederentransport. Het gebouw kwam te huur op de huurmarkt.
De gemeente Volgelsheimkocht in 1993 het gebouw aan, en herdoopt het tot het Station Volgelsheim. Het station werd voortaan gebruikt voor een toeristische spoorlijn.